# Памела
Паме́ла — жіноче ім'я, уперше засвідчене в пасторальному романі Філіпа Сідні «Аркадія» (1577—1580). Походження імені неясне, можливо, створене самим автором з давньогрецьких слів πᾶν («все») + μέλος («пісня, наспів, поема, мелодія») чи μέλι («мед»). Набуло популярності після виходу іншого роману — «Памела або Нагороджена чеснота» (англ. Pamela, or Virtue Rewarded) Семюела Річардсона (1740). Будучи плодом авторської вигадки, не є канонічним церковним ім'ям.
Зменшені форми — Пем, Пеммі, Памеліна, Памелучча, Памеліта.

## Відомі носійки
- Памела Ліндон Треверс — англійська письменниця, відома широкому загалу як автор серії книг про Мері Поппінс
- Памела Андерсон — канадсько-американська акторка, фотомодель
- Памела Віллорезі — італійська акторка театру і кіно
- Памела Джей Сміт — американська письменниця
- Памела Джелімо — кенійська легкоатлетка, олімпійська чемпіонка
- Памела Курсон — подруга Джима Моррісона, лідера групи The Doors
- Памела Вурхіз — вигаданий персонаж серіалу жахів «П'ятниця, 13»